# Dadilà
Dadila fou un personatge de l'alta noblesa, que vivia al començament segle IX que podria ser comte de Nimes o de Magalona que va testar el 814 a Nimes, fent donacions considerables a les abadies de Psalmodi, Aniana i Conques. Tenia terres a les diòcesis de Nimes, Uzès i Magalona i als comtats de Roergue, de Gavaldà i de Velai (d'aquest darrer país podria ser originari). Hauria rebut valuosos regals de Carlemany del que tenia el favor. Al testament esmenta a Gregori, el seu pare, i de dues filles una de les quals, de nom Dadona, l'havia premort sense descendència i havia heretat els seus béns; l'altra s'anomenava Pauleta i tenia una filla. Com a testimoni de l'acte apareix un bisbe de nom Joan que podria ser Joan I bisbe de Magalona (mort en aquell temps) o l'arquebisbe Joan II d'Arle. La seva vídua Ermengarda va testar dos anys després també en favor principalment de l'abadia de Psalmodi i del seu abat Teodemir.